# Cino Ricci
Cino Ricci (Rimini, 4 settembre 1934) è un telecronista sportivo ed ex velista italiano.

## Biografia
Nato a Rimini e cresciuto a Forlì, si avvicina giovane alla vita del mare, prestando prima servizio sulle barche dei pescatori e poi sulle barche a vela da turismo dell'Adriatico.
Dal 1965 intraprende una lunga esperienza internazionale, che lo porta a partecipare alle principali regate mondiali. Conosce l'avvocato Gianni Agnelli, grande appassionato di vela, e diventa parte del progetto di schierare una barca italiana all'America's Cup, la più prestigiosa competizione velistica mondiale. Nel 1983 a Newport, negli Stati Uniti, Ricci, skipper di Azzurra, la barca italiana, riesce ad arrivare sino alla semifinale. La sfida si ripete nel 1987 a Fremantle, in Australia.
Abbandonato lo sport agonistico, si dedica al commento televisivo e giornalistico degli eventi nautici principali, divenendo organizzatore di manifestazioni velistiche. La più conosciuta è il Giro d'Italia a Vela, regata a tappe che si svolge annualmente circumnavigando la penisola.
Vive a Predappio.

## Opere
- Cino Ricci con Fabio Pozzo, Odiavo i velisti, Longanesi, 2014